# Sebaea grisebachiana
Sebaea grisebachiana är en gentianaväxtart som beskrevs av Schinz. Sebaea grisebachiana ingår i släktet Sebaea och familjen gentianaväxter. Inga underarter finns listade i Catalogue of Life.